# Makahaʻa
Makahaʻa (auch: Makkahaa, Makaha) ist eine kleine Insel im Norden von Tongatapu im Pazifik. Sie gehört politisch zum Königreich Tonga.

## Geografie
Das Motu liegt vor der Nordküste der Hauptinsel Tongatapu, zusammen mit Pangaimotu, Manima und Monuafe. Die Insel liegt dabei in einem zweiten Riffsaum am Westende der Piha Passage (Astrolabe Channel). Im Westen schließen sich noch die Riffe Alert Shoal und Ualanga Lalo Reef an. Südlich der Insel liegt der Cresswell Rock und im Norden ist die nächste Insel Fafa.

## Klima
Das Klima ist tropisch heiß, wird jedoch von ständig wehenden Winden gemäßigt. Ebenso wie die anderen Inseln der Tongatapu-Gruppe wird Makahaʻa gelegentlich von Zyklonen heimgesucht.